# Estatuilla de Ganímedes
La estatuilla de Ganímedes es una escultura de mármol datada entre los siglos IV y V. Fue descubierto en el sitio arqueológico de Cartago, Túnez, por un equipo de arqueólogos estadounidenses a fines de los años 70 como parte de la operación principal de la Unesco «Para salvar a Cartago». Representa a Ganímedes junto a Zeus, que ha asumido la apariencia de un águila. Un perro y una cabra adormilada complementa el grupo escultórico.
Recuperada en fragmentos, la estatuilla ha sido cuidadosamente restaurada y exhibida en un pequeño museo del sitio, el Museo paleocristiano de Cartago. «A pesar de su pequeño tamaño, el grupo escultórico es muy expresivo» y se encuentra en un "«increíble buen estado»" de acuerdo con los estudios llevados a cabo por Elaine K. Gazda. «Un hallazgo sin precedentes» en el sitio arqueológico de Cartago, esta escultura también es emblemática de la calidad de las obras que circularon en África romana durante la Antigüedad tardía.
Su historia más reciente, con su robo al comienzo del mes de noviembre de 2013 en su lugar de conservación, de hecho, también es un testimonio no únicamente de las amenazas al patrimonio histórico y arqueológico de países afectados por la transición de la Primavera Árabe, pero sobre todo también la demostración de los medios insuficientes de las consecuencias de las autoridades responsables en la conservación del patrimonio. La estatuilla fue encontrada el 26 de enero de 2017 por los servicios de la policía judicial tunecina.

## Contexto arqueológico e historia del descubrimiento del robo en noviembre de 2013
La estatuilla se encontró en 17 fragmentos en un depósito de la Casa de los aurigas griegos.

### Contexto arqueológico: La casa de los aurigas griegos

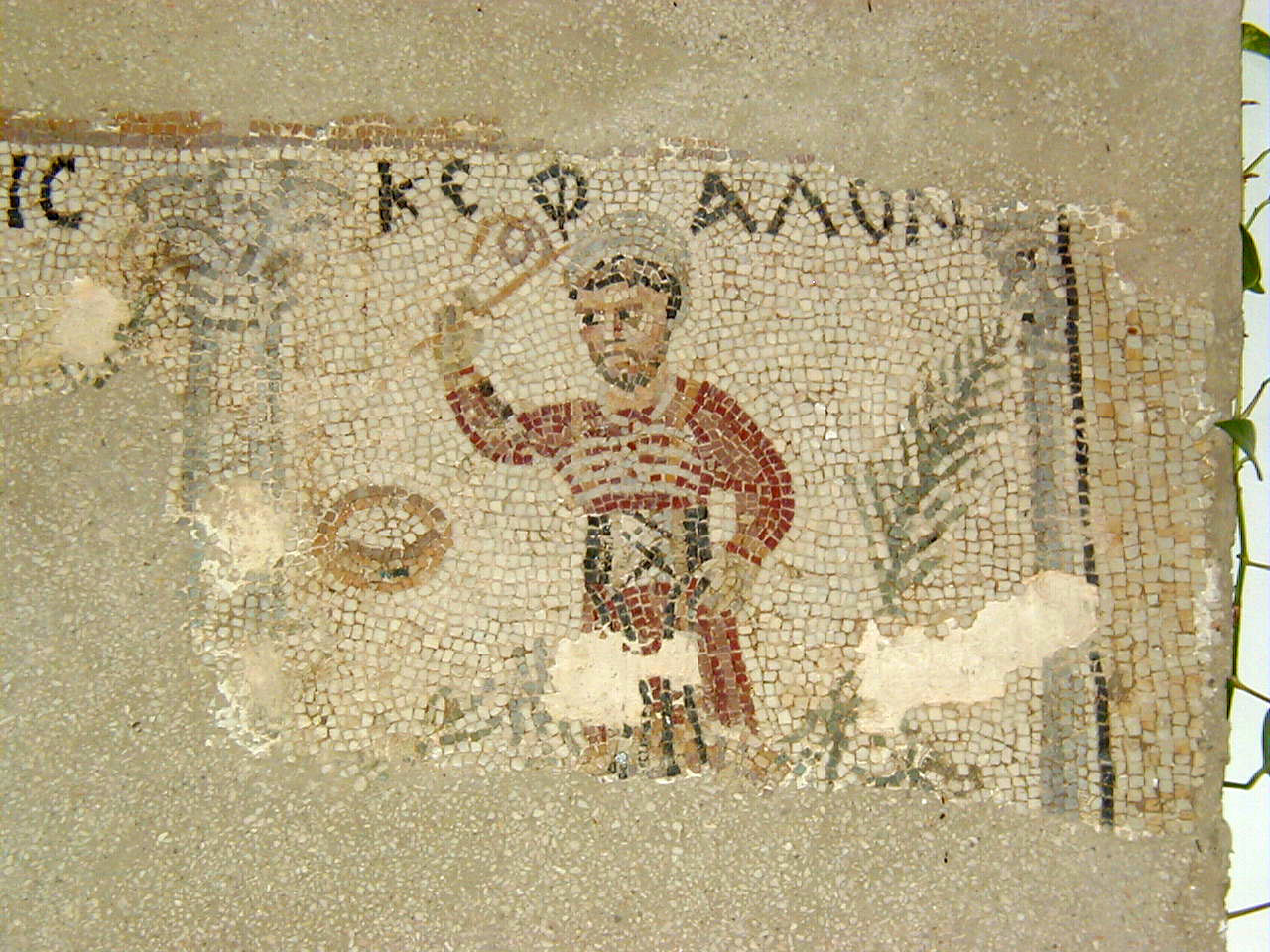
Kephalon, uno de los cuatro aurigas griegos, en un detalle del mosaico que dio su nombre a la casa en la que se descubrió la estatuilla.

La casa, equipada con un peristilo y fuentes, de fecha del siglo I, ha conocido numerosas comodidades, incluyendo una muy importante alrededor del año 400.  También se ha excavado parcialmente.
Aunque las excavaciones del mosaico hizo descubrir mosaicos en muchas habitaciones, su nombre proviene del mosaico que representa a cuatro aurigas designados por un nombre griego: cuatro aurigas están parados en sus carros, que no se conservan igual que los caballos, y listos para comenzar, cada uno con un látigo y riendas. Representan un equipo o facción del circo romano: Euphumos (azul), Domninos (blanco), Euthumis (verde) y Kephalon (rojo). Estos nombres son probablemente los de aurigas más famosos. Este mosaico adornado el umbral de un triclinium o oecus, desde el pórtico sur de la casa.

### Historia antigua y redescubrimiento
El depósito en la que se encontró la estatuilla se ubica debajo del triclinium de la casa, que se limpia durante la campaña de excavación realizada en 1977. Fue enviado al Kelsey Museum of Archeology para su estudio y conservación en 1978 y luego restaurado en 1980 en una oficina especializada en Nueva York.

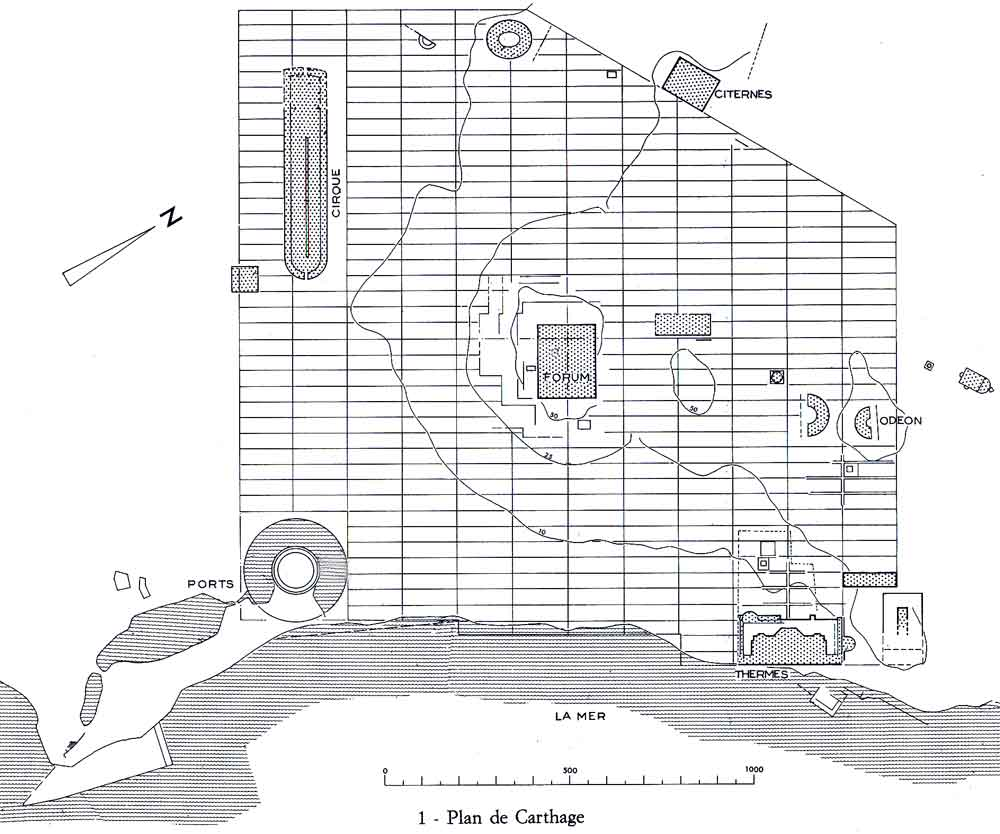
Plano de la casa romana de Cartago.

La estatuilla probablemente se rompe accidentalmente antes de su colocación, y es objeto de una restauración en la antigüedad con el uso de espigas de hierro. El depósito en el que se encuentra es de origen púnico. Las cisternas o depósitos fueron importantes en Cartago debido a la escasez de fuentes y, a menudo utilizados de forma continua entre la época púnica, en especial del siglo III a. C., y la era musulmana, porque se reparó y limpió regularmente con cuidado durante siglos. Después del abandono para la acogida de agua, sirvieron para «vertederos de escombros y basureros", las excavaciones están limpiando muchos huesos de animales y peces, así como la cerámica de la casa, incluso monedas. Residuos, sin duda, de una cocina, y elementos de cubierta del grupo estatuas, que se han fechado desde el medio, y tal vez al tercer trimestre del siglo V, y principio del siglo VI. El enlace de la estatuilla con los propietarios de la Casa de aurigas griegos «no es absolutamente cierto».
El vertedero en el depósito de residuos acumulados en toda la zona de la villa se remonta según Elaine K. Gazda poco después de la  toma de Cartago en el 533 por los bizantinos, a expensas de los vándalos y señaló una limpieza completa de la zona. La casa se utilizó en el siglo V y nuevos mosaicos se colocan en diferentes habitaciones en el siglo VI, incluyendo un pavimento de opus sectile dispuesto en el triclinium con Nereidas cabalgando en dragones de los mares. La historia del sitio en el siglo VII debido a la interrupción de las capas arqueológicas en el momento de la construcción de la línea de ferrocarriles a principios del siglo XX.
El terreno sobre el que está construido la villa fue explorado por primera vez por los arqueólogos de Túnez en 1970-1971: surgió un complejo eclesiástico bizantino tardío del siglo V, una insulae que contiene la villa también se excava al oeste de la iglesia. La Casa de los aurigas griegos fue excavada en 1975 y entre 1976 y 1978, formó  parte de las excavaciones internacionales de la campaña de la Unesco «Para salvar a Cartago». La exploración de campo fue confiada a un equipo tunecino del Instituto Nacional de Arqueología y Arte dirigido por Liliane Ennabli y las instituciones estadounidenses, las Escuelas Americanas de Investigación Oriental y el Museo de Arqueología Kelsey, dirigidos por John H. Humphrey. Aunque el sitio comporta los niveles más antiguos de los vestigios de la época púnica o del Alto Imperio Romano, el equipo opta por privilegiar las excavaciones de los niveles de la era bizantina y vándala, períodos de la historia de la ciudad bastante desconocidos.

## Robo y consecuencias
La estatuilla es robada en la noche de 8 de noviembre de 2013, durante el servicio de guardia de tres agentes. El hallazgo arqueológico se considera sin valor comercial debido a su celebridad en el mundo y, por lo tanto, podría haber sido robado para integrar la red de ventas oficial del arte. El robo se denuncia a la Interpol.
Este evento provoca una ola de emociones, especialmente en internet y en las redes sociales, donde el robo se describe como «Ganímedes, asesinato de la memoria tunecina». Sin embargo, las reacciones se desvanecen muy rápidamente.
En los días siguientes, las autoridades tunecinas deciden reforzar las medidas de seguridad en los museos y sitios arqueológicos.

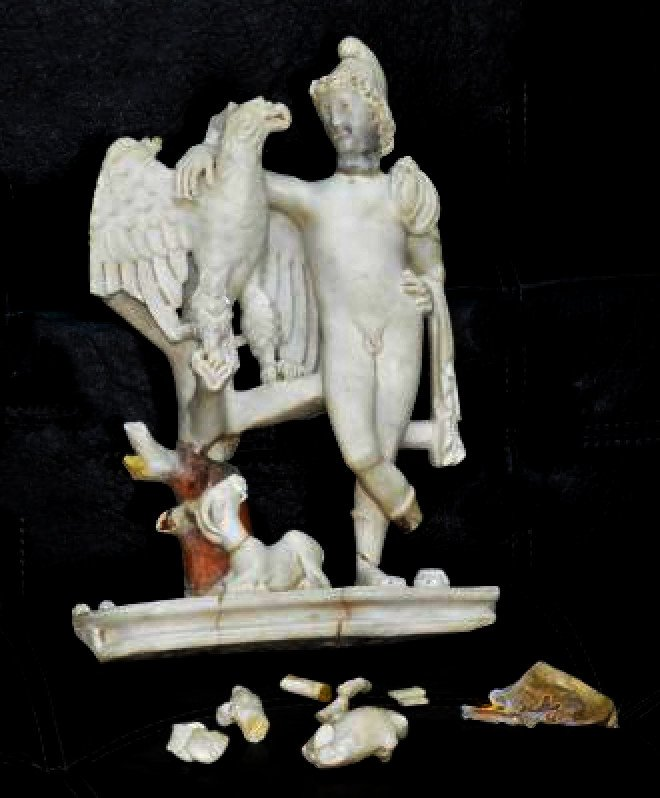
Vista de la escultura rescatada, el daño parece deplorable, especialmente el perro situado en el lado de la obra.

Desde el 17 de noviembre, el director general del Instituto Nacional de Patrimonio (INP), Adnan Louichi evoca un derecho de respuesta tras un polémico artículo en La Presse de Tunisie ya que «estamos trabajando conforme a los medios a nuestro alcance, un nivel de urgencia se recomienda para nuestros museos, la pobreza de nuestro parque de vehículos nos paraliza y nos impide asegurar adecuadamente el seguimiento de nuestros sitios arqueológicos, la frágil situación de seguridad en el país, lamentablemente anima a todos las formas de delincuencia, que las construcciones de anarquistas invaden nuestras medinas y el entorno de nuestros monumentos más prestigiosos, que las docenas de órdenes de demolición obtenidas por el INP contra ellos nunca han sido ejecutadas por los servicios competentes».  El director señala problemas presupuestarios y legales, además del contexto de los acontecimientos más recientes que afectan al país, dentro de la continuidad de la revolución de 2011. También menciona la opción de dejar esa obra de arte en un pequeño museo, necesariamente alejado del flujo de visitantes; esta fragilidad del lugar de exposición había despertado a principios de los años 2000 un debate por razones de seguridad durante algunos años.
Los sospechosos fueron encarcelados rápidamente, uno de los cuales muere en el hospital 27 de noviembre de 2013. Después de un rumor de que la escultura había sido encontrada, es negado rápidamente por las autoridades, no se puede encontrar la estatuilla y se desconoce el nombre del patrocinador o patrocinadores del robo. 
El Ministerio del Interior anuncia el 27 de enero de 2017 haber encontrado la estatuilla el día antes. Uno de los sospechosos detenidos en noviembre del año 2015 ha permitido arrestar a su cómplice en posesión de la estatua a punto de ser vendida. El 3 de abril, el Tribunal Penal de Primera Instancia de Túnez condena a un empleado del museo paleocristiano de Cartago y su cómplice a quince años de prisión por el robo de la estatua.

## Descripción

### Descripción general
El trabajo, tallado en un bloque monolito de mármol blanco, tiene unas medidas de 33 centímetros de alto según Abdelmajid Ennabli , George Pérez y Jacques Fradier,. unos cincuenta centímetros de alto por Gazda. La base del grupo mide aproximadamente 33 centímetros de ancho por una profundidad de trece centímetros y una altura de aproximadamente cinco centímetros.

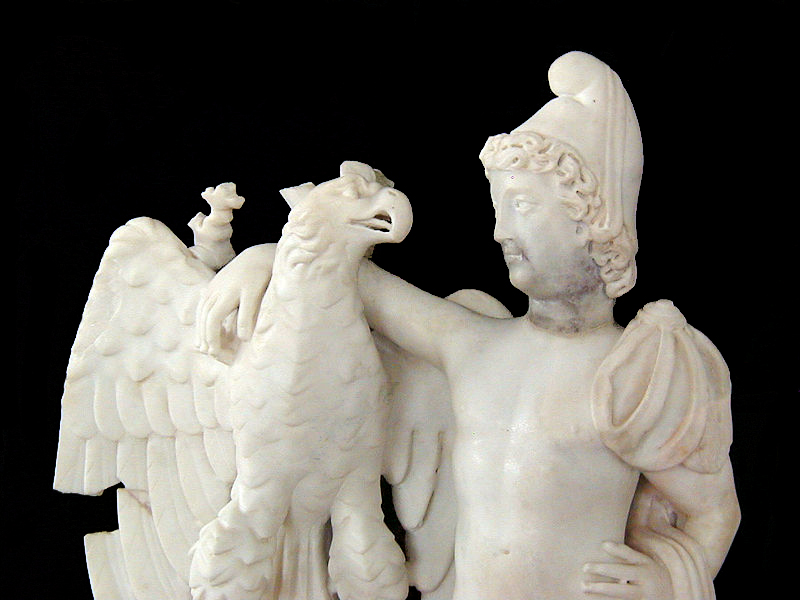
Detalle de la cabeza de Ganímedes y del águila.

La escultura representa a Ganímedes, un copero de los dioses, nativo de Troya que reemplaza en esta función a Hebe, junto a Zeus que ha asumido la apariencia de un águila. El momento representado es que cuando Zeus está a punto de llevarlo al Olimpo. El héroe troyano toma una pose lánguida, la pierna derecha cruzada sobre la izquierda, el brazo izquierdo se coloca en la cadera y el brazo derecho alrededor del águila, que por su parte, se alza sobre un árbol, con las alas extendidas, con una mirada «enamorada del objeto de su deseo».
El águila y Ganímedes son «brazos y alas entrelazados»; los pies del héroe, que se representa cubierto un gorro frigio, están junto una cabra adormida, o sorprendente indicación, una liebre de acuerdo Mounira Riahi-Harbi, así como un perro inquieto, probablemente debido a la inminente partida de su amo. Por primera vez, Ganímedes se presenta como un pastor de cabras. El perro existe en otras representaciones de la historia del rapto de Ganímedes, pero la adición de la representación de una cabra es «inusual».
La composición es puramente geométrica: dos ejes verticales a través de Ganímedes y águila, un círculo y un arco concéntrico que rodea el personaje principal de la escena, la cara también responde a una elaboración académica. Estos elementos parecen haber ayudado al artista para integrar la obra en un nicho.
Algunos elementos minoristas permiten apoyar la composición académica de la obra y ponen de relieve las líneas geométricas, como la clámide suspendida, la punta del gorro frigio y las plumas del águila. El artista también trabajó en la representación de las superficies de la escultura, en particular el peinado está muy elaborado. El virtuosismo del escultor en el manejo del cincel se confirma por ciertos detalles anatómicos de los diversos protagonistas y también en el detalle de las plumas inferiores del ala derecha del águila y los dedos de Ganímedes que tienen finas zonas que forman «pequeños puentes».

## Trabajo reparado durante la Antigüedad
El grupo escultórico está generalmente en excelentes condiciones; las marcas no son importantes, entre las que podemos mencionar se encuentran las pequeñas ramas del árbol por encima del águila, parte de la pierna derecha y un dedo de la mano derecha. El trabajo está casi completo, únicamente faltan las ramas del árbol —al menos tres que sobresalen del águila— 2 y los elementos de las extremidades inferiores del personaje, de la cabra y del perro. El perro y la cabra perdieron sus patas delanteras. El águila en el otro lado está casi intacto.K. Gazda, 1981, pp. 127-128
Realizada de un solo bloque, la estatuilla en algunos lugares es casi transparente, convirtiendo el trabajo en un «tour de force de la escultura antigua». El mármol tiene un tratamiento diferente en el águila, beneficiándose del trabajo llamado sfumato por Gazda, y los otros elementos de la escultura que son muy lisos.

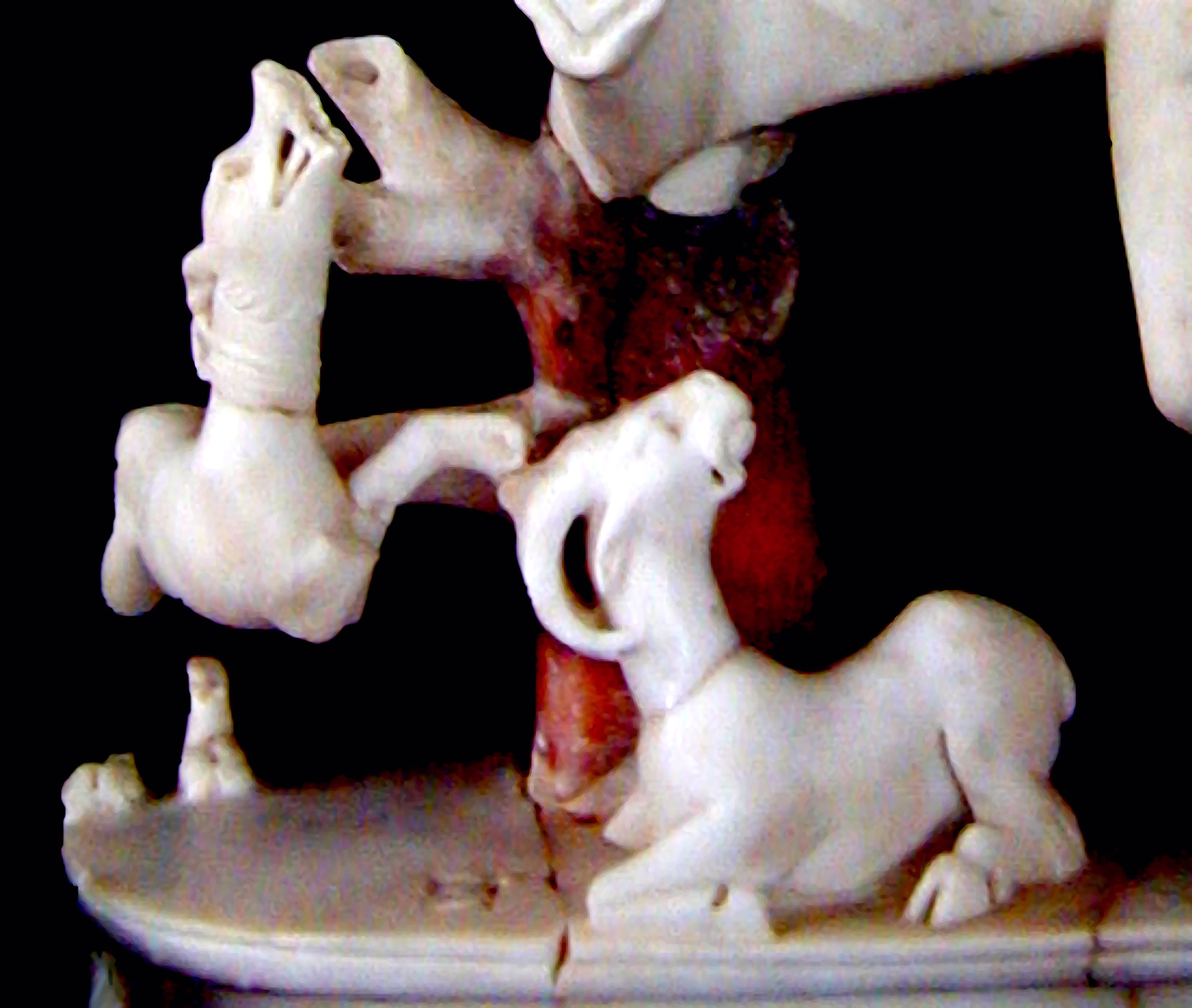
Detalle del grupo escultórico con los animales situados a los pies del árbol.

La estatuilla sido objeto de reparaciones en la antigüedad, con espigas de hierro instaladas en el tronco del árbol y la figura de Ganímedes utilizando mortero de cal de aceite. Las espigas de hierro crearon una decoloración en ciertas partes del grupo, de color naranja oscuro en el tronco del árbol y en gris en la cara de Ganímedes. Estos elementos de esta primera restauración se han eliminado en la nueva restauración de 1980. 38 Las manchas amarillas pudieron haber sido causadas por la exposición a materias orgánicas dentro de la fuente.
La restauración antigua de la obra parece haberla dejado sin terminar por razones desconocidas, tal vez por elementos abandonados en su lugar de descubrimiento. Gadza sugiere dos hipótesis, o bien un daño irreparable durante el proceso de restauración que conllevó a un abandono de la operación, —con el apoyo de la hipótesis de la prueba ultravioleta que demostró que todo el daño había sido causado a la estatua en un tiempo relativamente corto—; o una imposibilidad de la persona a cargo de la restauración de reparar un accesorio particular e indispensable, Gazda evoca, en particular, la imposibilidad de conectar las partes inferior y superior de la parte posterior de la estatuilla. Por lo tanto, el abandono de esta restauración estaría relacionado con «un error humano o un accidente», especialmente dado que no hay evidencia de una degradación deliberada, por lo que «se debe suponer que todo el daño fue involuntario».

### Utilización
La estatuilla tenía como función decorar un hornacina en el peristilo o triclinium y nunca habría sido expuesto quizá a causa de la reparación sufrida; no hay rastros de precipitaciones sobre la obra, por lo que es más que probable que nunca fuera expuesta a la intemperie. El mármol era nuevo en el momento del trabajo del desbaste; se dice que el material podría muy bien haber sido mantenido lejos por el titular de la Casa de los aurigas griegos y sus descendientes.
Los descubridores de la estatua dedujeron que debido a la ausencia de restos de cemento en su base, que no es regular, esto hace que no se pudiera sostener sin cimentación, el sistema de sujetadores, La base lleva un registro de herramientas diseñado para mantener el cemento que incluye un sistema de ranuras regulares y otras másprofundas. La base del grupo de la escultura se ajustase cambió de tamaño, cuando el propietario deseó que se instalara en un nicho pequeño.
Del mismo modo, «la otra cara es áspera y sin terminar», y algunos detalles obviamente no fueron completados. Este personaje es próximo a las obras destinadas a colocarse en nichos o contra una pared; sin embargo, «incluso en la parte delantera algunos detalles se dejaron sin terminar». El ala izquierda del águila no ha sido tallada en la misma forma que el ala derecha. Las plumas fueron quizá destinadas a ser destacadas con pintura, sin embargo, esta operación sin duda no fue ejecutada en la escultura.
La «evidencia física y implica que la escultura [...] nunca se ha colocado en el lugar destinado para ello». Durante las operaciones para ajustarla en el nicho ocurrió un accidente y, a pesar de los intentos, no fue posible la restauración y seguramente fue arrojada al depósito con otros residuos.

## Datación compleja e integración al marco de la Casa de los aurigas griegos
La datación de la estatuilla es el problema más espinoso de la obra, incluso si se puede inferir a partir del contexto del descubrimiento arqueológico y estilo.

### Obra de la era teodosiana
Estilísticamente, el trabajo puede ser comparado con los logros que datan del final de la siglo II y otros hasta la mitad del siglo V. El rango cronológico es muy amplio, pero la cara de Ganímedes da más pistas. La forma de cómo están tallados los ojos hacen suponer una fecha anterior al fin de la época del tiempo de Adriano, cuando el contraste entre las superficies pulidas y el peinado de Ganímedes puede ser antes de la dinastía Antonina; según Gazda, el tratamiento de la cabeza no aparece antes del tiempo de Teodosio.
Una ligera duda permanece sobre la simultaneidad de los fragmentos y los residuos de basura doméstica. El contexto arqueológico se puede hacer entender que la obra pertenecía al propietario de la Casa de aurigas griegos como un transporte de dichos residuos mezclados con la basura doméstica transportada a otro lugar sería muy sorprendente los desechos se vierten generalmente cerca de su lugar producción. Entre las monedas descubiertas en el depósito, tres son del reino vándalo, uno del momento de Justiniano I y fechado el 602; estos hallazgos numismáticos subrayan la duración de depositar los residuos.

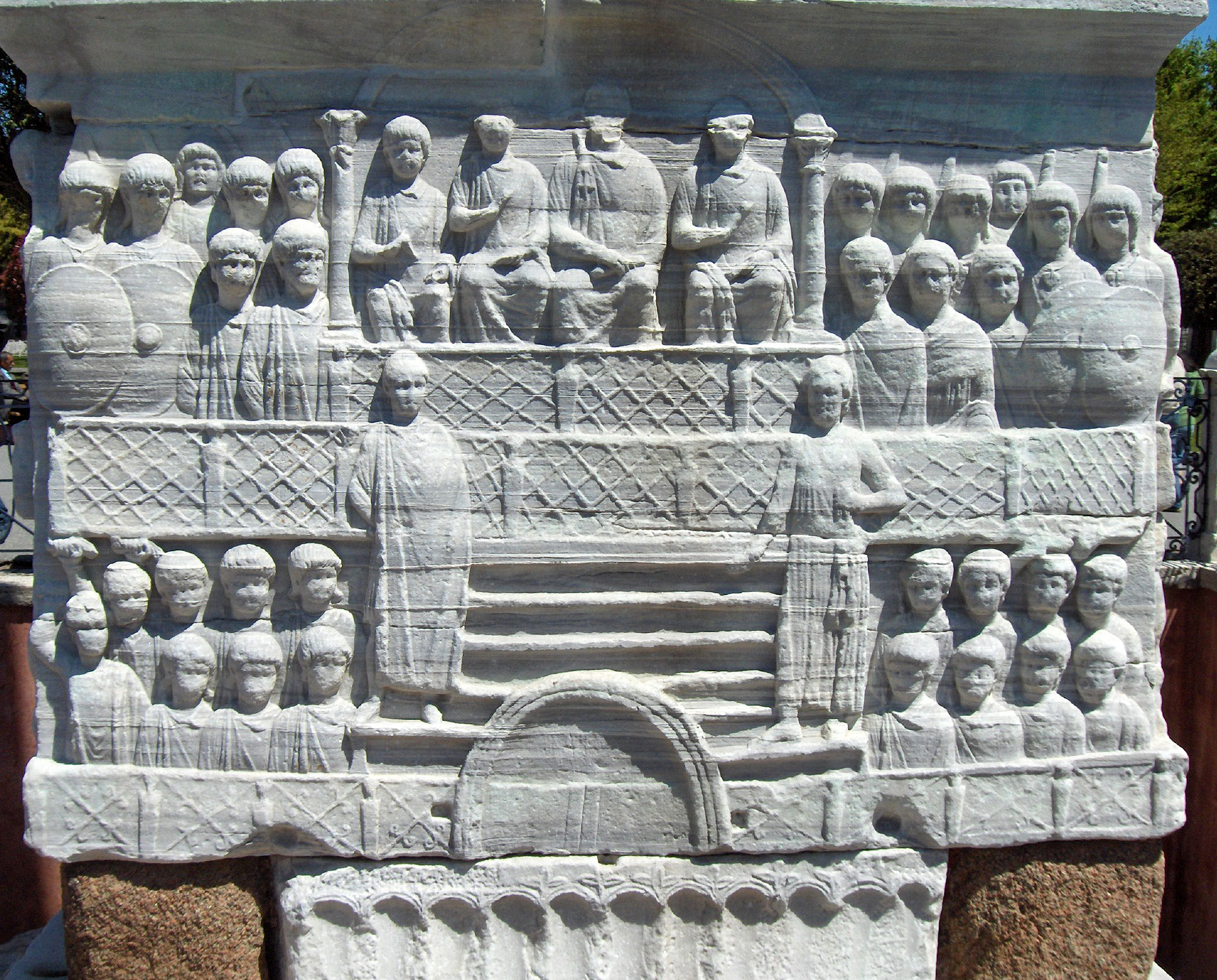
Base del Obelisco de Teodosio en Constantinopla, con fecha 390.

Después de un depósito inicial «en o cerca de la cocina de la Casa de los aurigas griegos, una pieza probablemente situada a poca distancia del triclinium» fechado por Gazda en la mitad del siglo V o poco después, los residuos podían ser de nuevo almacenados, con fragmentos de la estatua distribuidos en el depósito. Desde los años 1980, el grupo de estatuas se fecha a finales del período, del siglo V, 30 o del siglo IV por razones estilísticas. Humphrey después de Gazda busca una fecha temprana en el siglo V, por las analogías de ciertos detalles, como los ojos, el cabello y el tratamiento de la capa sobre el hombro de Ganímedes, con obras desde del extremo del siglo IV o principios del siglo V, como las representaciones de los oficiales sobre la base del obelisco de Teodosio que adorna la el Hipódromo de Constantinopla,, a pesar de los diferentes peinados. Una cara del relieve del sudeste de la base tiene una composición geométrica similar a Ganímedes. El peinado diferente no excluye equivalencias del Ganímedes con las esculturas de la época de teodosiana. El peinado posee analogías con obras que datan de finales del siglo IV, pero algunos detalles de los pliegues de la ropa no permite considerar una fecha anterior al inicio del siglo V. El emperador Teodosio I el Grande reinó del 379 al 395 y la erección del obelisco en el hipódromo está fechado del 390.
«Claramente, el escultor del grupo cartaginés estaba en los estilos y métodos familiares de los escultores que trabajaron para la corte de Teodosio en Constantinopla». Gazda considera que el trabajo está fechado desde el final del período teodosiano según criterios estilísticos y técnicos, y los caracteres de encuentro dentro de otras técnicas artísticas de la misma época. «El estilo y la técnica del grupo de Cartago [...] confirman la evidencia física y arqueológica sugiere que la escultura de Ganímedes y el águila es una obra fechada en el inicio del siglo V de nuestra era».

### Integración con los reordenamientos de la Casa de los aurigas griegos

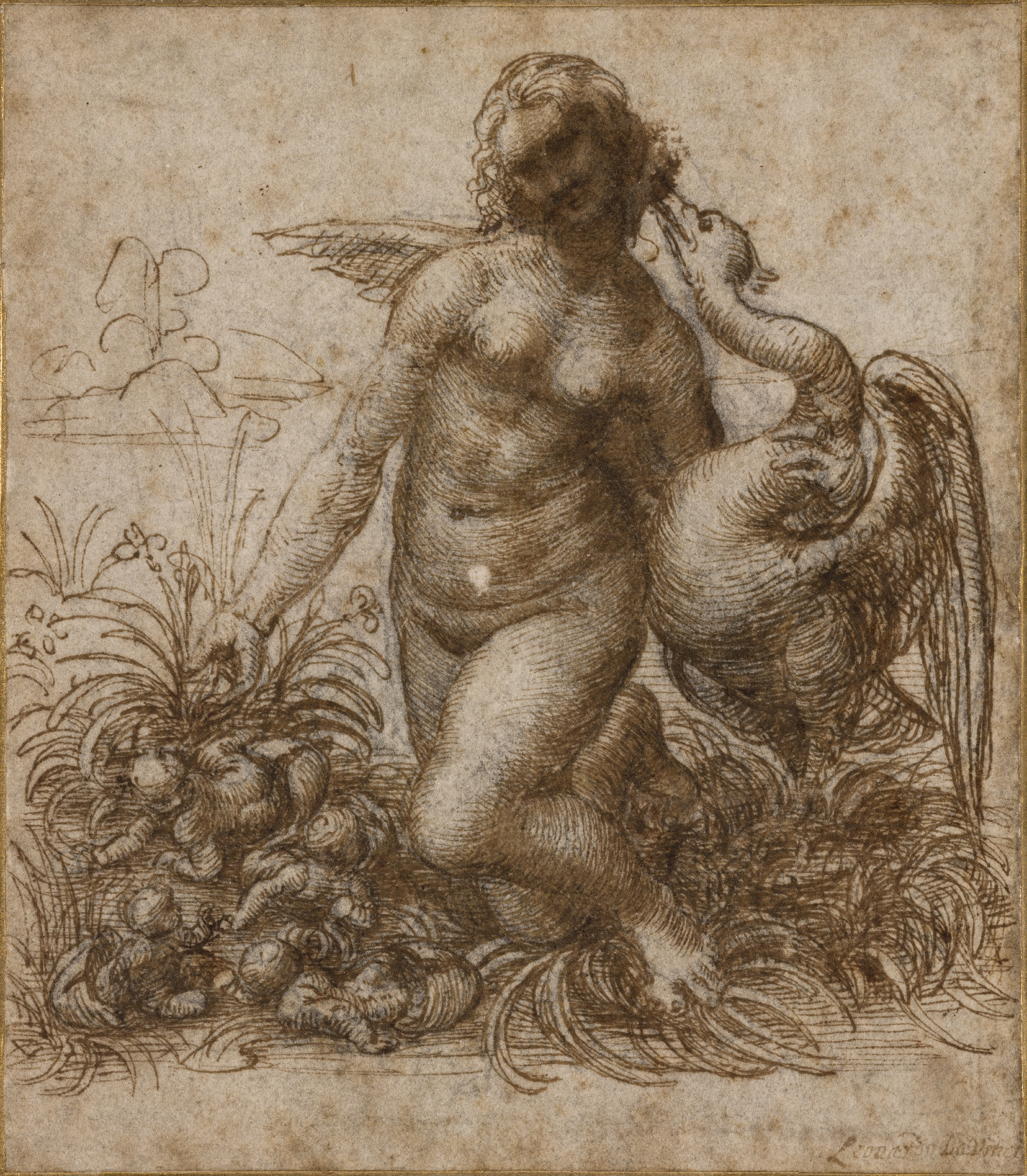
Estudio para una Leda arrodillada con el cisne de Leonardo da Vinci, el mito se ha asociado con Ganímedes como parte de la Casa de los aurigas griegos.

Humphrey después Gazda afirma que, como parte de la remodelación de la villa, «esta escultura refinada habría sido bien integrada en el lujo elegante de la Casa del mosaico de los aurigas griegos con sus suntuosos mosaicos y fuentes», en el contexto de la renovación total de esta casa al comienzo del siglo V: el plano de los cambios de la casa, de los mosaicos con motivos paganos que cubren el suelo y lo cierto es que las esculturas fueron instaladas.
Los arqueólogos han recuperado los restos de dos espacios que podrían tener pequeños elementos de talla, durante las excavaciones, a lo largo de las paredes del triclinium. Un espacio semicircular y el otro rectangular. En el peristilo, dos fuentes estaban frente al triclinium y podían tener «nichos lo suficientemente grandes como para esculturas del tamaño de Ganímedes». Gazda está considerando un segundo grupo de estatuas que habría sido para el grupo de Ganímedes, Leda y el cisne, mito asociado en la obra encontrada; de hecho, Leda es seducida por Zeus que toma la forma de un cisne para alcanzar sus fines.
Por lo tanto, las condiciones de afiliación del conjunto escultórico de la villa -en un contexto arqueológico tardío- y un nuevo trabajo —que puede derivar a la vista del hermoso estado de mármol según Gazda—, la fecha del Ganímedes podría ser colocada al principio del siglo V, «por razones estilísticas, técnicas y arqueológicas».